# 小行星6426
小行星6426（英語：6426 Vanysek）是一颗围绕太阳公转的小行星。1995年3月2日，米洛什·季希在克列特发现了此天体。
这颗小行星的绝对星等为203.9881571460677等。